# Carnivale (film)
Pour les articles homonymes, voir Carnivale.
Pour plus de détails, voir Fiche technique et Distribution.
Carnivale est un film irlandais réalisé par Deane Taylor, sorti en 1999.

## Synopsis
Lorsque les jumeaux Jack et Eddy, leur petite sœur Zoé et leur ami Enzo mette la main sur un ticket magique;
nos amis se retrouvent propulsés à Carnivale. un immense parc d'attractions renfermant de nombreux secrets.
Pourront-ils résoudre les mystères et trouver une sortie?

## Fiche technique
- Titre : Carnivale
- Réalisation : Deane Taylor
- Scénario : Greg Haddrick et Deane Taylor
- Musique : Stephen McKeon
- Montage : Gerry Gogan
- Production : Russell Boland et Gerry Shirren
- Société de production : Millimages Distribution et Terraglyph Production
- Pays de production :  Irlande et  France
- Genre : animation et fantastique
- Durée : 74 minutes
- Dates de sortie : 
  - Irlande : 10 juillet 1999 (Galway Film Festival)
  - France : 9 février 2000

## Doublage

### Anglais
- David Antrobus : Jack
- Hugh Laurie : Enzo
- Helena Bonham Carter : Milly
- Jamie Kaler : Justin jeune
- Steve Brody

### Français
- Mathias Kozlowski : Jack
- Tony Marot : Eddy
- Fabrice Josso : Enzo
- Laura Blanc : Zoe
- Valérie Siclay : Emilie
- Georges Aubert : Banjo

## Accueil
Christophe Carrière pour Première a écrit sur le film « Tout cela est déjà vu, déjà entendu, mais pas moche pour autant, les références étant plutôt de bon goût. »